# Занин, Иван Дмитриевич
Ива́н Дми́триевич За́нин (8 [21] июня 1914, Кшень, Курская губерния — 25 мая 1961, Таганрог, Ростовская область) — майор авиации, Герой Советского Союза.

## Биография
Родился 8 (21) июня 1914 года в Курской области. Юность провёл в Воронеже. В 1932 году окончил 8 классов школы, работал слесарем. В 1933 оду окончил Воронежский аэроклуб и поступил на службу в Красной Армии. В 1934 году окончил Оренбургскую военную авиационную школу лётчиков. Служил в строевых частях ВВС. С 1935 года — в запасе. 
В 1936—1940 годах служил лётчиком-инструктором Липецкого, Борисоглебского, Шебекинского аэроклубов. В 1940 году окончил курсы усовершенствования при Центральном аэроклубе имени В. П. Чкалова (Тушино).
С 1940 года вернулся в армию. В 1940—1941 годах — лётчик-инструктор Остафьевской военной авиационной школы лётчиков. С 1941 по 1942 год был лётчиком-инструктором Вязниковской военной авиационной школы лётчиков.
С марта 1942 года — в действующей армии. По январь 1943 года был лётчиком, командиром звена, заместителем командира эскадрильи 627-го смешанного авиационного полка; с сентября 1943 по февраль 1944 — командир эскадрильи 49-го истребительного авиационного полка.
В начале 1944 года был осуждён военным трибуналом к направлению в штрафную часть. Отбывал Занин своё наказание уже в 312-м штурмовом авиационном полку. Воевал на Западном и 2-м Белорусском фронтах. К февралю 1945 года командир эскадрильи 312-го штурмового авиационного полка капитан И. Д. Занин совершил 264 боевых вылета. В воздушных боях сбил 2 самолёта противника лично и 1 — в составе группы, ещё 3 самолёта сжёг на земле. Всего совершил 305 успешных боевых вылетов.
После войны продолжал службу в строевых частях ВВС. С 1949 года в звании майора авиации Занин был уволен в запас. Работал пилотом в гражданской авиации. В 1951 году окончил Ульяновскую школу высшей лётной подготовки, в 1953 году — курсы при Школе лётчиков-испытателей Минавиапрома СССР. В 1953—1955 годах — лётчик-испытатель Лётно-исследовательского института (г. Жуковский Московской области). В 1955—1960 годах — лётчик-испытатель авиазавода № 1 (г. Куйбышев; испытывал серийные реактивные бомбардировщики «Ту-16». С 1960 года — лётчик-испытатель авиазавода № 86 (ныне ТАНТК им. Г. М. Бериева, г. Таганрог); испытывал серийные самолёты «Бе-10». Жил в городе Таганроге Ростовской области.
Иван Дмитриевич Занин погиб 25 мая 1961 года при выполнении полёта на гидросамолёте Бе-10 № 060071. Катастрофа произошла на взлёте, при резком увеличении угла атаки на скорости ниже взлётной. Машина оторвалась от воды, но в результате сваливания резко потеряла высоту. При ударе о воду самолёт разломился в районе редана на 2 части. Носовая часть по инерции прошла в воде несколько десятков метров, а хвостовая встала почти вертикально к поверхности моря. Вытекшее из баков топливо загорелось. Похоронен на Старом кладбище в Таганроге.

## Награды
- За мужество и героизм, проявленные в боях, капитану Занину Ивану Дмитриевичу указом Президиума Верховного Совета СССР от 18 августа 1945 года присвоено звание Героя Советского Союза с вручением ордена Ленина и медали «Золотая Звезда» (№ 8620).
- Награждён также двумя орденами Красного Знамени, орденами Александра Невского, Отечественной войны 1-й степени, Красной Звезды, медалями.

## Память
- Именем Героя названа улица в посёлке городского типа Кшенский (райцентр Советского района Курской области) и средняя школа № 2, где он учился.